# Surdoux
Surdoux település Franciaországban, Haute-Vienne megyében. Lakosainak száma 54 fő (2022. január 1.). Surdoux Chamberet, La Croisille-sur-Briance és Saint-Gilles-les-Forêts községekkel határos.

## Népesség
A település népessége az elmúlt években az alábbi módon változott:
| Lakosok száma | 41   | 42   | 46   | 44   | 44   | 44   | 44   | 49   | 54   |
|               | 2013 | 2015 | 2016 | 2017 | 2018 | 2019 | 2020 | 2021 | 2022 |